# 11109 Iwatesan
11109 Iwatesan (1995 UG8) là một tiểu hành tinh vành đai chính được phát hiện ngày 27 tháng 10 năm 1995 bởi T. Kobayashi ở Oizumi.